# Sonja Kešerac
Sonja Kešerac (ur. 20 lutego 1985 w Osijeku) – chorwacka wioślarka.

## Osiągnięcia
- Mistrzostwa Świata – Poznań 2009 – dwójka bez sternika – 10. miejsce[1].
- Mistrzostwa Europy – Brześć 2009 – dwójka bez sternika – 3. miejsce[1].
- Mistrzostwa Europy – Montemor-o-Velho 2010 – dwójka bez sternika – 3. miejsce[1].